# جيمز هاردر (ممثل)
جيمز هاردر (بالإنجليزية: James Harder) هو ممثل أمريكي، وُلد بتاريخ 19 نوفمبر، 1931م، وتوفي بتاريخ 9 يونيو، 2009م. وُلد جيمز لناجٍ من حادثة التايتنك يُدعى جورج أكليس هاردر، وَ أليزابيث بيبلز رودس، تخرّج من مدرسة بركلي بنيويورك، ومدرسة القديس مارك وأخيراً من جامعة برنستون.
ظَهر هاردر في أكثر من 130 مسرحية، إضافة إلى ظهوره في أدوار بسيطة في أفلام مثل كتاب الهاتف، أُبوّة، أيها المؤلف! أيها المؤلف!. وكذلك في مسلسلات تلفزيونية مثل مدينة الدوران، وَإد. وظهر أيضاً في دعايات، أكثرها شيوعاً هي دعاية التينة الكبيرة (بالإنجليزية: Big fig) لمنتج تين نيوتن.

## وصلات خارجية
- جيمز هاردر على موقع IMDb (الإنجليزية)

.
- مقطع إعلان تين نيوتن على اليوتيوب.